# Fire in the hole
ファイアインザホール（Fire in the hole）とは、英語圏において爆破・発破する際に周囲に注意を呼びかけるための言葉。意訳すると「爆発するぞ！」である。
かつて大砲を発射する時に、砲身に備えられた導火用の穴に松明などで点火した事に由来する。
近代や現代でも使われ続けている言葉である。

例えば兵士が手榴弾や梱包爆薬を点火した場合に、味方が巻き込まれないように叫んで注意を促す。